# Paige Selenski
Paige Selenski (Kingston, 30 de junio de 1990) es una exjugadora estadounidense de hockey sobre césped.

## Trayectoria
Selenski debutó con la selección de Estados Unidos en 2010. Tuvo su primera participación olímpica en los Juegos Olímpicos de Londres 2012. Disputó la World League en 2013 y 2015. En 2014 disputó  el Mundial de La Haya, donde terminó en primera posición de su grupo y avanzó semifinales, pero perdió por penales contra Australia y contra Argentina en el partido por el tercer puesto.